# Hahnia eburneensis
Hahnia eburneensis là một loài nhện trong họ Hahniidae.
Loài này thuộc chi Hahnia. Hahnia eburneensis được Rudy Jocqué & Robert Bosmans miêu tả năm 1982.